# IC 4882
IC 4882 ist eine Balken-Spiralgalaxie vom Hubble-Typ SBb im Sternbild Teleskop am Südsternhimmel. Sie ist schätzungsweise 208 Millionen Lichtjahre von der Milchstraße entfernt und hat einen Durchmesser von etwa 60.000 Lj. 

Im selben Himmelsareal befinden sich u. a. die Galaxien IC 4881 und IC 4883.
Die Typ-II-Supernova SN 2005dk wurde hier beobachtet.
Das Objekt wurde am 17. September 1901 von DeLisle Stewart entdeckt.